# Strzęplica piramidalna
Strzęplica piramidalna (Koeleria pyramidata (Lam.) P. Beauv.) – gatunek roślin z rodziny wiechlinowatych.

## Rozmieszczenie geograficzne
Występuje w strefie umiarkowanej Europy i Azji, tj. poza południowymi i północnymi krańcami tych kontynentów. W Polsce jest gatunkiem rzadkim; rośnie głównie w północnej części kraju oraz na Dolnym Śląsku.

## Morfologia

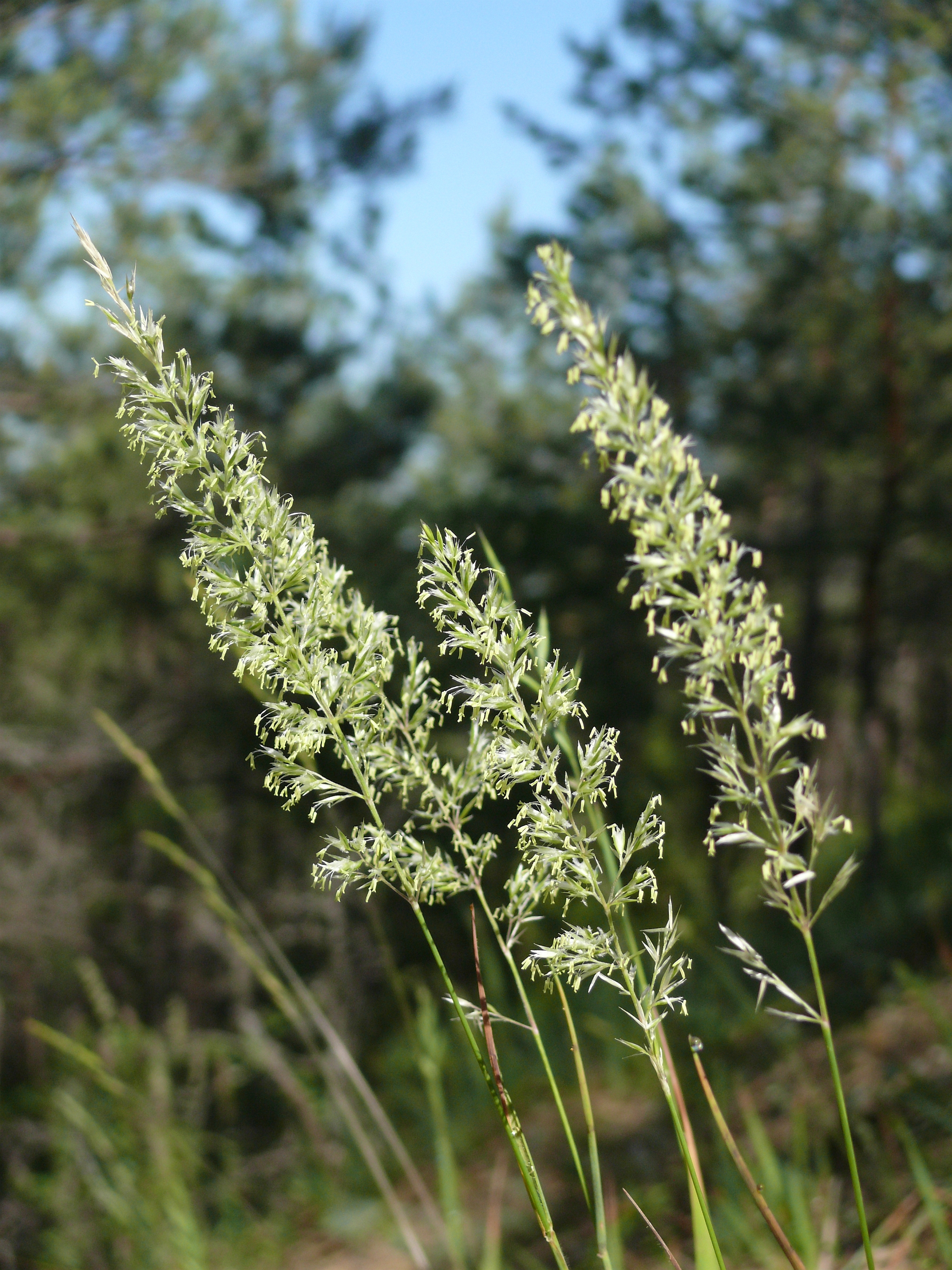
Kwiatostany

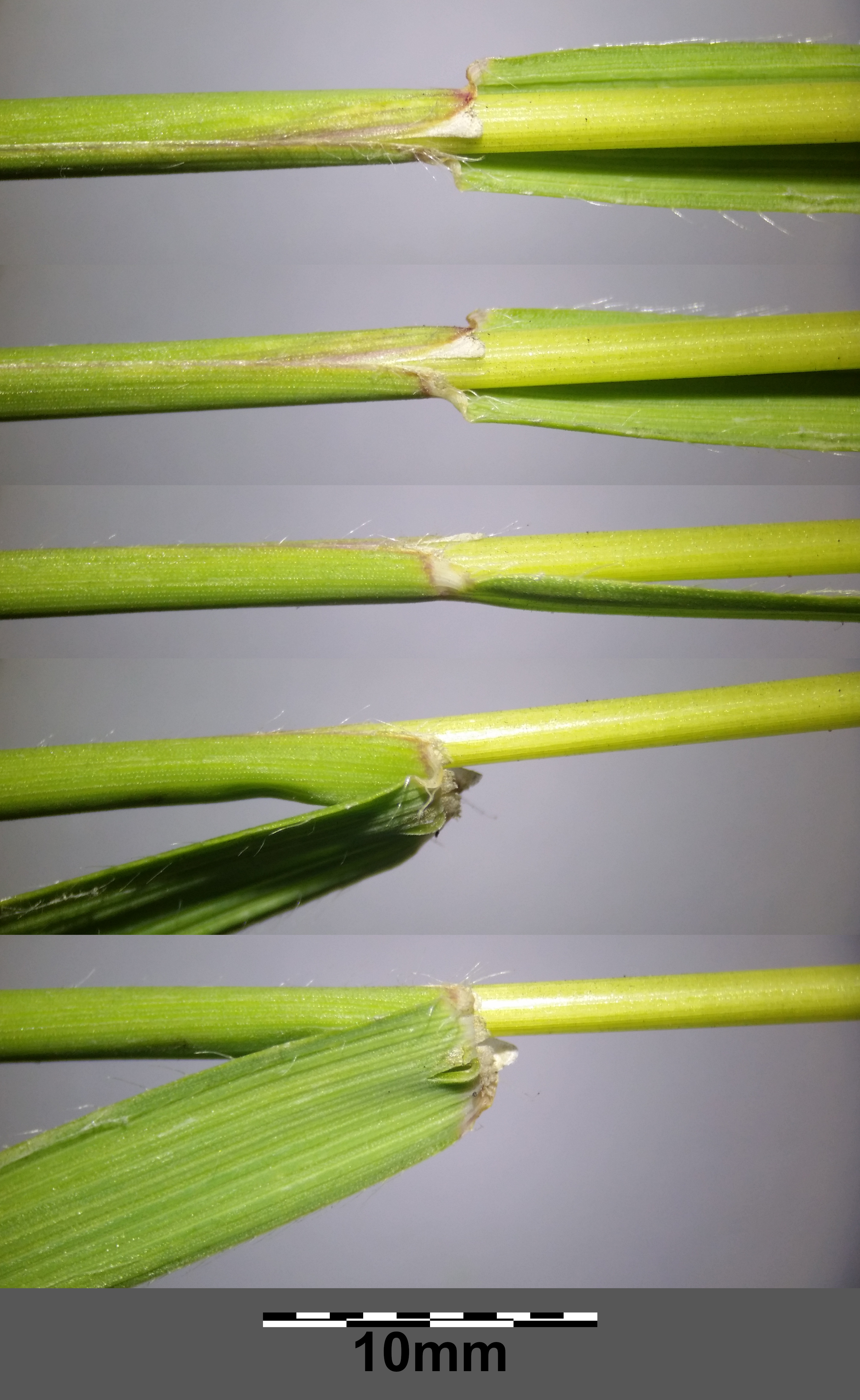
Nasada blaszki

PokrójŻywozielona trawa gęstokępkowa.
ŁodygaŹdźbło do 1m wysokości, u nasady okryte pochwami.
LiściePochwa liściowa liści dolnych owłosiona. Blaszka płaska, orzęsiona na brzegu, do 2 mm szerokości.
KwiatyZebrane w 3-kwiatowe kłoski długości 5,5-7 mm, te z kolei zebrane w wiechę do 20 cm długości. Plewy i plewki ostre.
OwocZiarniak.

## Biologia i ekologia
Bylina, hemikryptofit. Rośnie w miejscach piaszczystych. Kwitnie od maja do sierpnia. Gatunek charakterystyczny muraw kserotermicznych z klasy Festuco-Brometea.

## Zagrożenia
Roślina umieszczona na Czerwonej liście roślin i grzybów Polski (2006) w grupie gatunków rzadkich (kategoria zagrożenia R). W wydaniu z 2016 roku otrzymała kategorię VU (narażony).